# انتخابات شورای امنیت سازمان ملل متحد (۲۰۲۰)
انتخابات شورای امنیت سازمان ملل متحد (انگلیسی: 2020 United Nations Security Council election) توسط سازمان ملل متحد در مجمع عمومی در تاریخ ۱۷ و ۱۸ ژوئن ۲۰۲۰ در مقر سازمان ملل متحد برگزار شد. این انتخابات برای انتخاب ۵ عضو غیردائم شورای امنیت سازمان ملل متحد است که برای مدت دوسال می‌باشد و از اول ژانویه ۲۰۲۱ کار خود در شورای امنیت را آغاز خواهند کرد.
براساس قانون چرخشی اعضای غیر دائم که دارای ۱۰ کرسی است هر دوسال یک بار بین پنج قاره جهان به‌طور چرخشی انجام می‌گیرد و به شرح زیر است:
- یک عضو از آفریقا
- یک عضو از آسیا و اقیانوسیه
- یک عضو از آمریکای لاتین و کارائیب
- دو عضو از گروه اروپای غربی و دیگران

## نامزدها

### گروه آسیا-اقیانوسیه
- هند[۱]

#### کناره‌گیری
- افغانستان[۲] —کناره‌گیری در ۲۰۱۳

### گروه آفریقا
- کنیا[۳]
- جیبوتی[۴]

### اروپای غربی و سایر گروه‌ها
- [۵]
- [۶]
- [۷]

#### کناره‌گیری
- سان مارینو[۸] — کناره‌گیری مارس ۲۰۱۶[۹]

### آمریکای لاتین و کارائیب
- مکزیک[۱۰]